# Vickers VC10
Vickers VC10 este un avion de pasageri cvadrimotor cu reacție lung-curier introdus de Marea Britanie în 1962. 